# El Villarejo (Soria)
El Villarejo es una localidad despoblada de la provincia de Soria, comunidad autónoma de Castilla y León, España. Pertenece al municipio de Los Rábanos, y a la comarca de Almazán.

## Despoblado
Se trata de una aldea deshabitada desde 1970.

## Historia
Lugar que durante la Edad Media perteneció a la Comunidad de Villa y Tierra de Soria formando parte del Sexmo de Lubia.
A la caída del Antiguo Régimen la localidad se integra en el municipio de Los Rábanos, entonces conocido como Rábanos, Sinoba y Villarejo en la región de Castilla la Vieja, partido de Soria que en el censo de 1842 contaba con 1 hogar y 7 vecinos.